# (13028) Klaustschira
(13028) Klaustschira ist ein Asteroid des Hauptgürtels, der am 5. April 1989 vom deutschen Amateurastronomen Michael Geffert am La-Silla-Observatorium der Europäischen Südsternwarte (IAU-Code 809) in Chile entdeckt wurde.
Der Asteroid wurde am 26. Juli 2000 nach dem deutschen Unternehmer Klaus Tschira (1940–2015) benannt, der 1972 zu den Gründern des Softwareunternehmens SAP gehörte.